# 한국해양학회
한국해양학회는 해양학의 발전 및 해양에 관한 지식의 향상과 보급에 공헌하고, 해양자원 개발과 보존 및 해양환경의 보전에 기여함을 목적으로 1998년 8월 16일 설립허가된 대한민국 미래창조과학부 소관의 사단법인이다. 사무실은 서울특별시 서초구 마방로10길 5, 3층 (양재동, 태석빌딩)에 있다.

## 주요 사업
- 해양학에 관한 학술연구발표회, 강연회 등의 개최
- 해양관계 연구결과 출판을 위한 학회지 및 관계도서 간행과 배포
- 국내외의 해양학과 관련되는 제 학회 및 제 기관과의 연락 및 제휴
- 기타 본회의 목적을 달성하는데 필요한 사업